# Volter Vinčel
Volter Vinčel (7. april 1897 – 20. februar 1972) bio je sindikalni američki novinski trač kolumnista i komentator na radio vestima. Prvobitno vodviljski izvođač, Vinčel je započeo svoju novinsku karijeru kao Brodvejski novinar, kritičar i kolumnista za njujorške tabloide. On je stekao nacionalnu slavu tokom 1930-ih sa sindicijom Herstovog novinskog lanca i porastom popularnosti radio programa. Vinčel je bio poznat po inovativnom stilu tračeva, šaljivim vestima i vicevima i slengu džez ere.
Vinčel je doprineo razvoju regularnih vesti i desiminaciji posramljujućih priča o poznatim ljudima iskorištavajući svoj izuzetno širok krug kontakata, prvo u svetu zabave i u podzemlju prohibicijske ere, a zatim u zakonodavstvu i politici. Bio je poznat po trgovanju tračevima, ponekad u zamenu za svoje neobjavljivanje novosti. Njegov otvoreni stil izazvao je strah i divljenje. Postoje novele i filmovi koji su zasnovani na njegovoj dovitljivo napadnoj ličnosti trač kolumniste, još od predstave i filma Blagoslovljeni događaj iz 1932. godine. Kako se Drugi svetski rat približavao tokom 1930-ih, on napao one koji su podržavali nacizam. Kasnije, tokom 1950-ih, pridružio se Džozefu Makartiju u njegovoj kampanji protiv komunista. On je naneo štetu reputaciji Čarlsa Lindberga i Žozefine Beker kao i drugih pojedinaca koji su našli na njegovom putu. Međutim, njegova usaglašenost sa Mekartijem ga je vremenom učinila nepopularnim, i njegov stil se nije dobro prilagodio televizijskim vestima.
Na televiziju se vratio 1959. godine kao pripovedač kriminalističke dramske serije iz dvadesetih Nedodirljivi. Tokom godina pojavio se u više desetina filmova i televizijskih produkcija kao glumac, često glumeći samog sebe.

## Karijera
Vinčel je rođen u Njujork Sitiju, kao sin Dženi (Bakst) i Džejkoba Vinčela, trgovca; oni su bili ruski jevrejski imigranti. U šestom razredu napustio je školu i počeo da nastupa u vodviljskoj trupi Gasa Edvardsa poznatoj pod nazivom „Njubojs sektet”, u kojoj je isto tako bio Džordž Džesel.
Karijeru u novinarstvu započeo je objavljivanjem napomena o svojoj glumačkoj trupi na oglasnim tablama iza bine. On se pridružio se Vodevil njuzu 1920. godine, a nekoliko godina kasnije he postao saradnik novina Ivning grafik, 1924. godine, gde je njegova rubrika nosila naziv Mainly About Mainstreeters. On je bio angažiran 10. juna 1929. u Njujorškom Daili Miroru, gde je kasnije postao autor prve sindikalizovane trač rubrike, pod nazivom Na Brodveju. Rubriku je podržavao King fičersov sindikat.
Vinčel je debitovao na radiju 12. maja 1930. na stanici WABC u Njujorku, podružnici CBS-a. Emisija pod nazivom Saks on Broadway bila je petnaestominutni pregled koji je pružao poslovne vesti o Brodveju. On je prešao na WJZ (kasnije preimenovan u WABC) i NBC Blu (kasnije ABC radio) 1932. za Džergens žurnal.

### Podzemne veze
Do 1930-ih, Vinčel je bio „intimni prijatelj Ovni Madena, vođe elitne njujorške bande u eri prohibicije“, ali je 1932. Vinčelova bliskost sa kriminalcima dovela do njegove bojazni da će biti ubijen. On je pobegao u Kaliforniju i „vratio se nedeljama kasnije sa novim entuzijazmom za pravo, G-men, ujka Sama, [i] staru slavu“. Njegovo izveštavanje o otmici Lindberga i kasnijem suđenju privuklo je nacionalnu pažnju. U roku od dve godine, sprijateljio se sa Dž. Edgarom Huverom, prvim G-čovekom ere opoziva. On je bio odgovoran za izručivanje Luisa „Lepke” Bučaltera iz Murder, Inc. Huveru. Njegova novinska rubrika bila je predstavljena u preko 2.000 novina širom sveta, a čitalo ga je 50 miliona ljudi dnevno od 1920-ih do ranih 1960-ih. Njegov radio u nedelju uveče slušalo je još 20 miliona ljudi od 1930. do kasnih 1950-ih. Godine 1948. Vinčel je imao najbolje ocenjenu radio emisiju kada je nadmašio Freda Alena i Džeka Benija. Jedan primer njegovog profila na njegovom profesionalnom vrhuncu pominje se u pesmi Ričarda Rodžersa i Lorenca Harta iz 1937. „The Lady Is a Tramp“: „Pratim Vinčela i čitam svaki red“.

### Otvoreni pogledi
Vinčel je bio jevrejskog porekla i jedan od prvih komentatora u Americi koji je napao Adolfa Hitlera i američke profašističke i pronacističke organizacije, kao što je Nemačko-američki Bund, posebno njegovog vođu Frica Julijusa Kuna. On je bio je uporni pristalica predsednika Frenklina D. Ruzvelta i Nju Dila tokom perioda depresije, i često je služio kao glasnogovornik Ruzveltove administracije u korist intervencionizma dok se evropska ratna kriza nazirala tokom kasnih 1930-ih. U početku je osudio američke izolacioniste da favorizuju smirivanje Hitlera i bio je izričit u svojim napadima na tako istaknute izolacioniste kao što su Čarls Lindberg, koga je nazvao „usamljeni noj“, i Džeralda L.K. Smita, koga je osudio kao „Džeralda Lucifera KKKodfiša Smita”. Tokom 1930-ih i 1940-ih, Vinčel je takođe bio otvoreni pristalica građanskih prava Afroamerikanaca i često je napadao Kju Kluks Klan i druge rasističke grupe kao podršku neameričkim, pronemačkim ciljevima.
Tokom Drugog svetskog rata, napao je Nacionalnu pomorsku uniju, radničku organizaciju za civilnu trgovačku mornaricu Sjedinjenih Država, za koju je rekao da su je vodili komunisti, poput lidera radnika Zapadne obale Harija Bridžisa. Godine 1948, i 1949. on i uticajni levičarski kolumnista Dru Pirson napali su ministra odbrane Džejmsa Forestala u novinskim rubrikama i radio emisijama.

## Filmografija
| Godina    | Naslov             | Uloga             | Napomene                   |
| --------- | ------------------ | ----------------- | -------------------------- |
| 1930      | (kratko)           | on sam            | filmski debi               |
| 1933      | (kratko)           | on sam            |                            |
| 1933      |                    | on sam            | takođe pisac               |
| 1937      |                    | on sam            |                            |
| 1937      | vLove and Hisses}- | on sam            |                            |
| 1947      |                    | on sam            |                            |
| 1949      |                    | on sam            | glas, nekreditiran         |
| 1955      |                    | on sam            | glas, nekreditiran         |
| 1956      |                    | on sam            | 3 epizode                  |
| 1957      |                    | on sam            |                            |
| 1957      | pripovedač         |                   |                            |
| 1957      | on sam             |                   |                            |
| 1957      |                    | on sam            | 1 epizode                  |
| 1957-1959 |                    | on sam/domaćin/   |                            |
| 1959      |                    | pripovedač        | glas, 3 epizode            |
| 1959-1963 |                    | pripovedač        | glas, 3 epizode            |
| 1960      |                    | pripovedač        | glas, nekreditiran         |
| 1960      | on sam             |                   |                            |
| 1961      |                    | on sam            |                            |
| 1962      |                    | pripovedač        | glas                       |
| 1964      |                    | radio najavljivač | glas, 1 epizoda            |
| 1966      |                    | pripovedač        | glas                       |
| 1967      |                    | on sam            |                            |
| 1968      |                    | on sam            | nekreditiran               |
| 1968      |                    | on sam            | Finalni film, nekreditiran |

## Literatura
- Brooks, Tim and Marsh, Earle. The Complete Directory to Prime Time Network and Cable TV Shows..
- Dunning, John (7. 5. 1998). On the Air: The Encyclopedia of Old-Time Radio (1st изд.). New York: Oxford University Press. ISBN 0195076788.
- Gabler, Neal (1995). Winchell: Gossip, Power, and the Culture of Celebrity. Vintage. ISBN 0679764399.
- Klurfeld, Herman (1976). Walter Winchell: His Life and Times. Praeger. ISBN 0275337200.
- Mosedale, John (1981). The Men Who Invented Broadway: Damon Runyon, Walter Winchell & Their World. New York: Richard Marek Publishers. ISBN 0399900853.

## Spoljašnje veze
- Volter Vinčel na sajtu  (jezik: engleski)